# 리브라넷
리브라넷(Libranet)은 데비안을 기반으로 한 운영체제였다.
출시된 마지막 버전(2005년 4월 25일 기준)은 Libranet 3.0으로 신규 사용자의 경우 미국 달러로 약 90달러, 기존 Libranet 사용자의 경우 65달러이다. 이전 버전인 Libranet 2.8.1은 무료로 다운로드할 수 있다.
리브라넷 개발은 중단되었다.

## 역사
이름은 "Libra Computer Systems"(창립자가 소유한 회사)와 "libra.com"을 따온 것에서 유래되었다.
리브라넷의 첫 번째 릴리스는 1999년이었다. 당시 대부분의 리눅스 배포판은 설치가 매우 어려웠고 프로그래머나 저렴한 서버를 원하는 사람들을 위해 고려되었다. 리브라넷은 설치가 쉽고 데스크톱용 배포판을 출시하고 판매하려고 시도했다. 코렐도 마찬가지로 코렐 리눅스를 사용하여 이를 시도했지만 이를 포기하고 윈도우 및 맥 OS X 운영 체제용 소프트웨어에 다시 집중했다. 그러나 리브라넷은 계속해서 데스크톱 사용자에게 적합한 리눅스 배포판을 보유하고 있다는 인정을 받았다. 코렐은 리눅스 운영 체제에 대한 권한을 Xandros에 판매했으며 Xandros는 나중에 자체 리눅스 데스크탑 제품을 출시했다.
1999년부터 2003년까지 리브라넷과 데스크톱 사용성이 비슷한 대부분의 리눅스 배포판도 가격이 비슷했다. 그러나 2004년부터 상황이 바뀌기 시작했다. 리눅스 전체가 발전했고 이제 많은 배포판이 상대적으로 사용자 친화적인 데스크톱을 통해 설치하기가 상당히 쉬웠다. MEPIS와 같은 일부 배포판은 경쟁력이 있었고 훨씬 저렴했다. Knoppix와 같은 다른 제품은 무료로 제공되었다.
리브라넷은 모든 데스크톱 배포판 중에서 당시 데비안 릴리스(Woody)와 가장 호환되는 광범위한 지원("실행 지원"이라고 함)을 통해 사용자 친화적인 리눅스 배포판으로 틈새 시장을 개척하려고 시도했다. 제공되는 지원은 정말 광범위했다. 창립자인 존 댄지그(Jon Danzig)는 종종 사람들의 문의에 개인적으로 답변하곤 했다. 이는 리브라넷을 선택한 사람들이 리브라넷에 더욱 충성하게 만드는 데 도움이 되었다.
그러나 2005년 데비안 Sarge가 출시되고 우분투(지원 구매 옵션과 함께 무료로 제공되는 데비안 기반 배포판)가 등장하면서 리브라넷은 덜 주목을 받았다. 데비안 자체는 사용하기 쉽게 설치 프로그램을 개편했다(이전에는 데비안 기반 배포판을 사용하는 좋은 이유는 데비안 자체 설치 프로그램이 사용자에게 친숙하지 않았기 때문이었습니다).
리브라넷은 좋은 평가를 받은 버전 3.0을 출시했지만 데스크톱 배포판 시장은 변화했다. OpenSUSE를 출시한 SUSE, 페도라를 출시한 레드햇 등 다양한 상용 공급업체에서 배포판의 무료 버전을 출시했다. 리브라넷은 배포판을 판매한 후 광범위한 무료 지원을 제공한 반면, 많은 배포업체는 배포판을 제공하고 지원을 판매하거나 독점 소프트웨어 개선 사항을 판매하기로 결정했다.
리브라넷의 창립자인 존 댄지그(Jon Danzig)는 2005년 6월 1일에 사망했다. 그의 아들 탈(Tal)이 개발팀의 리더십을 이어받았지만 이후 리브라넷 유지 관리를 중단하겠다고 밝혔다. 나머지 직원인 대니얼 드 콕(Daniel de Kok) 은 계속해서 CentOS의 개발자가 되었다.

## OpenLibranet 3.1 취소
Libranet과 Libranet Adminmenu 소프트웨어를 계속해서 사용하는 데 관심이 있는 사용자가 많았다. 관리 메뉴는 운영 체제 설정 및 구성 도구였다. 사용자 친화적인 커널 컴파일 도구도 포함되어 있다는 점에서 독특했다. 그래서 Daniel de Kok을 포함한 팀은 Libranet을 오픈소스화하고 OpenLibranet 3.1을 출시하자고 제안했다. 그러나 이 계획에 대한 최종 허가를 소유주인 탈 댄지그(Tal Danzig)로부터 얻지 못하여 계획은 취소되었다.